# Korrespondenzprinzip (Steuerrecht)

Korrespondenzprinzip

Korrespondenzprinzip ist ein Begriff aus dem Steuerrecht. Es bedeutet, dass der Abfluss von Ausgaben bei einem Steuerpflichtigen zu einem Zufluss von Einnahmen in gleicher Höhe bei einem anderen Steuerpflichtigen führen muss. Auf dem Korrespondenzprinzip basiert besonders die Kontrollmitteilung, aber auch das Benennungsverlangen im Sinne von § 160 Abgabenordnung.
Soweit die Finanzbehörde den Empfänger einer Zahlung nicht kennt bzw. mit eigenen Ermittlungsmöglichkeiten ermitteln kann, kann sie den Steuerpflichtigen zur Benennung des Zahlungsempfängers auffordern, damit sie prüfen kann, ob dieser die Einnahme steuererhöhend berücksichtigt hat. Somit geht das Benennungsverlangen bzw. ein Auskunftsersuchen der Versendung einer Kontrollmitteilung voraus.
Stellt die Finanzbehörde im Rahmen einer Außenprüfung fest, dass ein Steuerpflichtiger Zahlungen an einen anderen Steuerpflichtigen geleistet und diese steuermindernd berücksichtigt hat, übersendet sie eine Kontrollmitteilung an das Finanzamt des Zahlungsempfängers, um zu prüfen, ob bei diesem Einnahmen steuererhöhend berücksichtigt worden sind.